# Kladje nad Blanco
Kladje nad Blanco este o localitate din comuna Sevnica, Slovenia, cu o populație de 150 de locuitori.